# 보고로디츠크

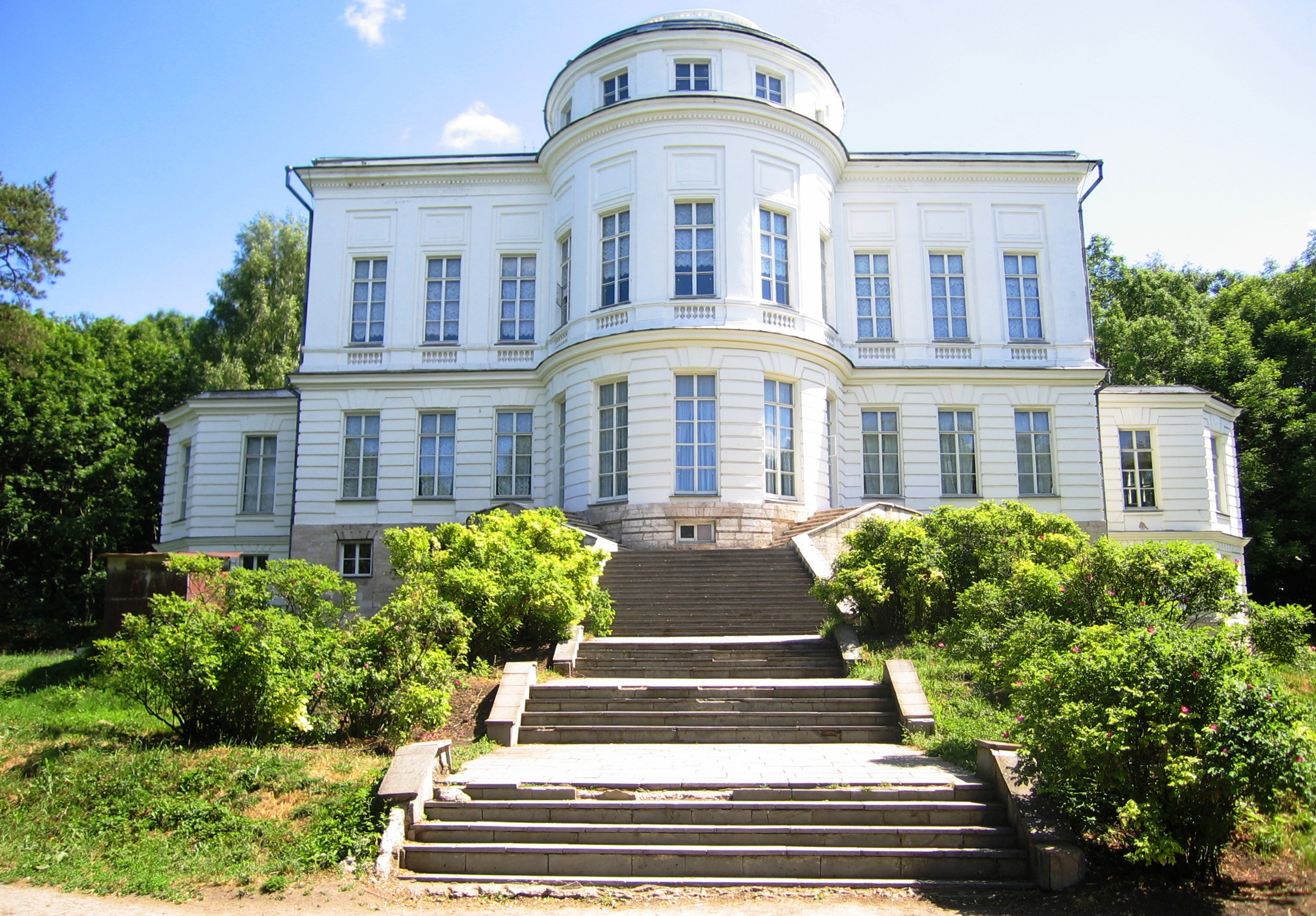

보고로디츠크(러시아어: Богородицк)는 툴라주의 도시이다. 우표르타강(우파강의 지류)이 흐른다. 인구는 3만 884명(2002년); 3만 명(1968년)이다. 1660년대에 지어졌다.